# Vendetta (Schiff, 1917)
Die Vendetta, auch HMS oder HMAS Vendetta (Kennungen: D69 / I69), war ein Zerstörer der Admiralty V-Klasse der britischen Marine (1917–1933) und später australischen Marine (1933–1945).

## Geschichte

### Bau
Die spätere Vendetta wurde im Juli 1916, während des Ersten Weltkrieges als eine von dreiundzwanzig Einheiten der Admiralty V-Klasse für die britische Marine bestellt und am 25. November 1916 bei der Werft Fairfield Shipbuilding & Engineering Company Ltd. in Govan (Glasgow) auf Kiel gelegt. Der Stapellauf erfolgte am 3. September 1917 und die Indienststellung 17. Oktober 1917.

### Royal Navy
Die Vendetta (D69) wurde nach Indienststellung der 13. Zerstörerflottille und diente während des Ersten Weltkrieges in der Nordsee bei der Grand Fleet.
Sie gehörte zu den neun Zerstörern, die das britische 6. Leichte Kreuzergeschwader unter Konteradmiral Edwyn Alexander-Sinclair am 22. November 1918 von Rosyth über Kopenhagen und Libau bis zum 27. November nach Reval begleiteten. Auf Wunsch der estnischen Regierung sollte der Verband die Esten mit Waffen zu versorgen und die sowjetische Flotte an einem Eingreifen in den Bürgerkrieg in den baltischen Staaten hindern. Bei einer Erkundung im Finnischen Meerbusen lief der Leichte Kreuzer Cassandra in der Nacht zum 5. Dezember in ein unbekanntes deutsches Minenfeld und sank. Die Vendetta rettete zusammen mit der Westminster 430 Überlebende der Cassandra. Am 24. Dezember 1918 brachte sie mit Wakeful und Vortigern vor Reval den sowjetrussischen Zerstörer Spartak auf, der auf der Flucht durch eine Grundberührung beide Schrauben verlor und von der Vendetta eingeschleppt wurde.
Der eingebrachte sowjetrussische Zerstörer wurde an Estland als Kern einer eigenen Marine übergeben.
Nach einem Einsatz in der Ostsee 1919 im Rahmen der Intervention der Alliierten in den russischen Bürgerkrieg wurde sie 1923 erneut in der Ostsee zur Unterstützung Estlands eingesetzt. Die längste Zeit verbrachte sie während ihres Dienstes bei der Royal Navy im Mittelmeer, wo sie von 1924 bis 1933 stationiert war, zuletzt in der 1. Zerstörerflottille.

### Royal Australian Navy
Am 11. Oktober 1933 wurde er in Portsmouth an die Royal Australian Navy als HMAS Vendetta zusammen mit den Zerstörern HMS Vampire, HMS Voyager, HMS Waterhen der Admiralty V- und W-Klasse und dem Flottillenführer HMS Stuart übergeben und lief danach nach Australien aus, wo die Vendetta am 21. Dezember 1933 in Sydney ankam. Nach zwei kurzen Zeiten in der Reserve wurde er am 29. September 1938 wieder in Dienst gestellt.
Beim Ausbruch des Zweiten Weltkriegs lief sie mit den anderen australischen Zerstörern ins Mittelmeer, wo die Boote von der deutschen Propaganda als „Alteisen-Flottille“ bezeichnet wurden. Die Vendetta nahm an der Seeschlacht bei Kap Matapan teil, auch wenn sie frühzeitig durch Maschinenprobleme ausfiel. Im April 1941 war am Griechenlandfeldzug und der Evakuierung der britischen Truppen aus Griechenland beteiligt und anschließend zu Versorgungsfahrten im Zusammenhang mit den Kämpfen um Tobruk eingesetzt, wo sie die meisten Versorgungsfahrten der eingesetzten Zerstörer durchführte.
Ende Oktober 1941 verlegte sie zur Überholung nach Singapur. Unfertig wurde sie dort vom japanischen Angriff überrascht. Es gelang, den Zerstörer im Schlepp nach Australien zu überführen. Nach dem Umbau wurde die Vendetta von 1943 bis 1945 als Geleitfahrzeug zwischen Australien und Neuguinea eingesetzt.

### Das Ende derVendetta
Die Vendetta wurde am 27. November 1945 außer Dienst gestellt und am 20. März 1946 zur Verschrottung an Penguin Propriety Limited in Sydney verkauft. Nach dem Abbau allen brauchbaren Materials wurde der Rest des Bootes am 2. Juli 1948 vor Sydney versenkt.